# 満洲国海軍艦艇一覧
満洲国海軍艦艇一覧は、満洲国が過去保有した、未完成・計画中止を含めた歴代艦艇一覧である。
凡例

## 艦艇一覧

### 江上軍

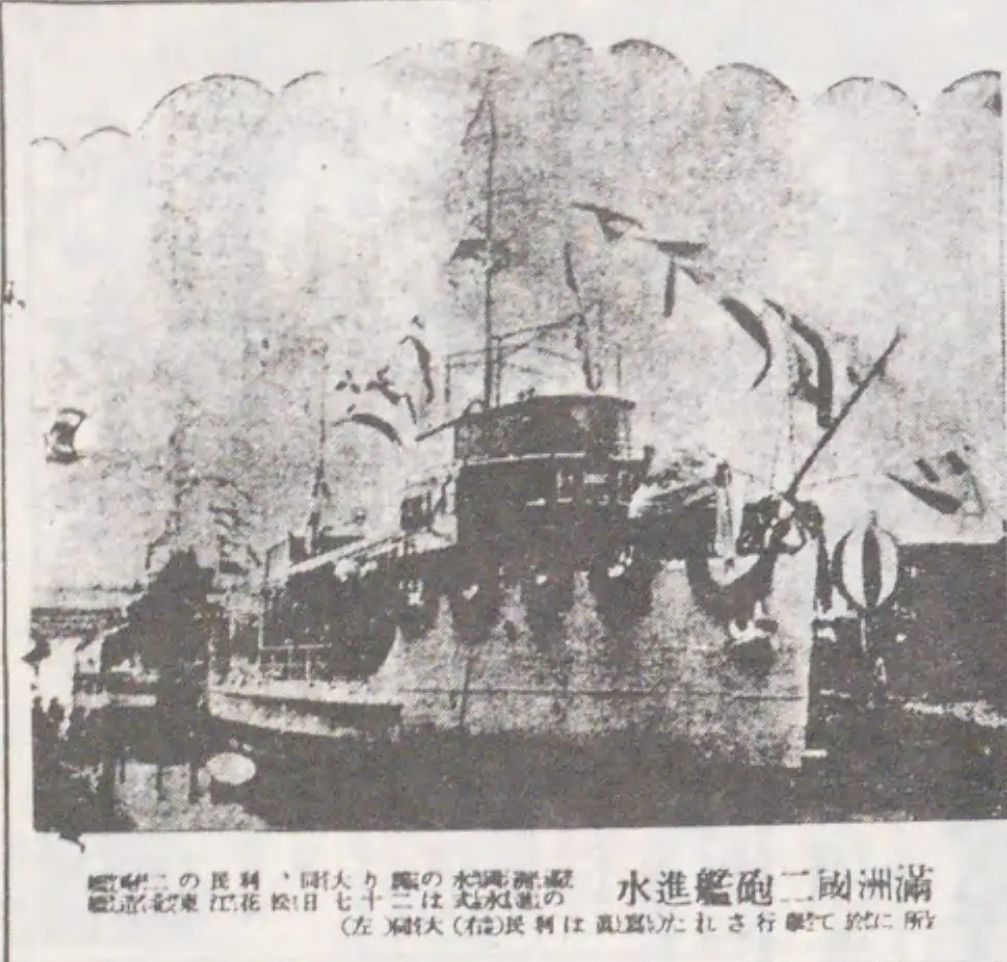
利民

砲艦
- 江泰級 - 1隻

江清
- ツィンタウ級 - 1隻

利綏
- 江元級 - 1隻

江亨
- 順天級 - 2隻

順天、養民
- 定邊級 - 2隻

定辺、親仁
- 大同級 - 2隻

大同、利民
- 無艦級

利濟、江平、江通
砲艇
- 恩民級 - 3隻

恩民、惠民、普民
- 陽春級 - 2隻

陽春、熙春
- 曉江級 - 2隻

曉江、晉江
- 興亞級 - 2隻

興亞、興仁
- 威明級 - 2隻

威明、晨明
- 海天級 - 2隻

海天、海陽
- 安疆級 - 2隻

安疆、懷眾
- 慶雲級 - 2隻

慶雲、祥雲
- 無艦級

濟民
測量艇 - 1隻
- 鳳山

### 海上警察隊
駆逐艦
- 桃型	 - 1隻

海威
砲艇
- 靖海級 - 2隻

靖海、快馬
- 海光級 - 4隻

海光、海瑞、海華、海榮
- 海邊級 - 5隻

第一海邊、第二海邊、第三海邊、第四海邊、第五海邊
駆潜艦
- 海龍級 - 2隻

海龍、海鳳
警備船/艇
- 遼河級 - 7隻

第一遼河、第二遼河、第三遼河、第四遼河、第五遼河、第六遼河、第七遼河
- 無艦級

海王、榮安、九重、駿通